# Eintracht Frankfurt 2025-2026
Questa voce raccoglie le informazioni riguardanti l'Eintracht Frankfurt nelle competizioni ufficiali della stagione 2025-2026.

## Divise e sponsor
| Casa | Trasferta |

## Rosa
Rosa aggiornata al 9 agosto 2025.
| N. |                        | Ruolo | Calciatore         |
| -- | ---------------------- | ----- | ------------------ |
| 1  | Germania (bandiera)    | P     | Kevin Trapp        |
| 2  | Germania (bandiera)    | D     | Elias Baum         |
| 3  | Belgio (bandiera)      | D     | Arthur Theate      |
| 4  | Germania (bandiera)    | D     | Robin Koch         |
| 5  | Svizzera (bandiera)    | D     | Aurèle Amenda      |
| 6  | Danimarca (bandiera)   | C     | Oscar Højlund      |
| 7  | Germania (bandiera)    | C     | Ansgar Knauff      |
| 8  | Algeria (bandiera)     | A     | Farès Chaïbi       |
| 9  | Germania (bandiera)    | A     | Jonathan Burkardt  |
| 13 | Danimarca (bandiera)   | D     | Rasmus Kristensen  |
| 15 | Tunisia (bandiera)     | C     | Ellyes Skhiri      |
| 16 | Svezia (bandiera)      | C     | Hugo Larsson       |
| 17 | Francia (bandiera)     | A     | Elye Wahi          |
| 18 | Siria (bandiera)       | C     | Mahmoud Dahoud     |
| 19 | Francia (bandiera)     | A     | Jean-Mattéo Bahoya |
| 20 | Giappone (bandiera)    | A     | Ritsu Dōan         |
| 21 | Germania (bandiera)    | D     | Nathaniel Brown    |
| 22 | Stati Uniti (bandiera) | C     | Timothy Chandler   |

| N. |                        | Ruolo | Calciatore              |
| -- | ---------------------- | ----- | ----------------------- |
| 23 | Germania (bandiera)    | P     | Michael Zetterer        |
| 24 | Portogallo (bandiera)  | D     | Aurélio Buta            |
| 26 | Francia (bandiera)     | C     | Éric Junior Dina Ebimbe |
| 27 | Germania (bandiera)    | C     | Mario Götze             |
| 29 | Francia (bandiera)     | D     | Niels Nkounkou          |
| 30 | Germania (bandiera)    | C     | Michy Batshuayi         |
| 31 | Stati Uniti (bandiera) | C     | Paxten Aaronson         |
| 33 | Germania (bandiera)    | P     | Jens Grahl              |
| 34 | Germania (bandiera)    | D     | Nnamdi Collins          |
| 40 | Brasile (bandiera)     | P     | Kauã Santos             |
| 42 | Turchia (bandiera)     | C     | Can Uzun                |
| 47 | Ungheria (bandiera)    | C     | Noah Fenyő              |
|    | Germania (bandiera)    | A     | Jessic Ngankam          |
|    | Croazia (bandiera)     | D     | Hrvoje Smolčić          |

## Calciomercato

### Sessione estiva
| Acquisti         | Acquisti          | Acquisti       | Acquisti                   |
| R.               | Nome              | da             | Modalità                   |
| ---------------- | ----------------- | -------------- | -------------------------- |
| A                | Jonathan Burkardt | Magonza        | definitivo (21 milioni €)  |
| A                | Ritsu Dōan        | Friburgo       | definitivo (21 milioni €)  |
| D                | Rasmus Kristensen | Leeds Utd      | definitivo (6 milioni €)   |
| P                | Michael Zetterer  | Werder Brema   | definitivo (5 milioni €)   |
| Altre operazioni |                   |                |                            |
| R.               | Nome              | da             | Modalità                   |
| C                | Love Arrhov       | Brommapojkarna | definitivo (4,6 milioni €) |
| D                | Elias Baum        | Elversberg     | fine prestito              |
| D                | Aurélio Buta      | Stade Reims    | fine prestito              |
| C                | Paxten Aaronson   | Utrecht        | fine prestito              |
| A                | Nacho Ferri       | Kortrijk       | fine prestito              |
| D                | Hrvoje Smolčić    | LASK           | fine prestito              |
| A                | Jessic Ngankam    | Hannover 96    | fine prestito              |

| Cessioni         | Cessioni          | Cessioni    | Cessioni                   |
| R.               | Nome              | a           | Modalità                   |
| ---------------- | ----------------- | ----------- | -------------------------- |
| A                | Hugo Ekitike      | Liverpool   | definitivo (95 milioni €)  |
| D                | Tuta              | Al-Duhail   | definitivo (15 milioni €)  |
| A                | Igor Matanović    | Friburgo    | definitivo (6,7 milioni €) |
| A                | Nacho Ferri       | Westerlo    | definitivo (2 milioni €)   |
| P                | Kevin Trapp       | Paris FC    | definitivo (1 milione €)   |
| C                | Krisztián Lisztes | Ferencváros | prestito                   |
| Altre operazioni |                   |             |                            |
| R.               | Nome              | a           | Modalità                   |
| D                | Rasmus Kristensen | Leeds Utd   | fine prestito              |

### Sessione invernale
| Acquisti         | Acquisti         | Acquisti         | Acquisti         |
| R.               | Nome             | da               | Modalità         |
| Altre operazioni | Altre operazioni | Altre operazioni | Altre operazioni |
| R.               | Nome             | da               | Modalità         |
| ---------------- | ---------------- | ---------------- | ---------------- |

| Cessioni         | Cessioni         | Cessioni         | Cessioni         |
| R.               | Nome             | a                | Modalità         |
| Altre operazioni | Altre operazioni | Altre operazioni | Altre operazioni |
| R.               | Nome             | a                | Modalità         |
| ---------------- | ---------------- | ---------------- | ---------------- |

## Risultati

### Bundesliga

#### Girone di andata
| Francoforte sul Meno 1ª giornata | Eintracht Francoforte | – | Werder Brema | Waldstadion |

| Sinsheim 2ª giornata | Hoffenheim | – | Eintracht Francoforte | Rhein-Neckar-Arena |

| Leverkusen 3ª giornata | Bayer Leverkusen | – | Eintracht Francoforte | BayArena |

| Francoforte sul Meno 4ª giornata | Eintracht Francoforte | – | Union Berlino | Waldstadion |

| Mönchengladbach 5ª giornata | Borussia M'gladbach | – | Eintracht Francoforte | Stadion im Borussia-Park |

| Francoforte sul Meno 6ª giornata | Eintracht Francoforte | – | Bayern Monaco | Waldstadion |

| Friburgo in Brisgovia 7ª giornata | Friburgo | – | Eintracht Francoforte | Europa-Park Stadion |

| Francoforte sul Meno 8ª giornata | Eintracht Francoforte | – | St. Pauli | Waldstadion |

| Heidenheim an der Brenz 9ª giornata | Heidenheim | – | Eintracht Francoforte | Voith-Arena |

| Francoforte sul Meno 10ª giornata | Eintracht Francoforte | – | Magonza | Waldstadion |

| Colonia 11ª giornata | Colonia | – | Eintracht Francoforte | RheinEnergieStadion |

| Francoforte sul Meno 12ª giornata | Eintracht Francoforte | – | Wolfsburg | Waldstadion |

### DFB-Pokal
| Arbitro: | Kampka (Colonia) |

|  |           |                                                  |
|  | Marcatori | 44’ Bahoya 45’, 54’ Dōan 89’ Wahi 90+1’ Aaronson |

## Statistiche
Aggiornate al 17 agosto 2025

### Statistiche di squadra
| Competizione      | Punti | In casa | In casa | In casa | In casa | In casa | In casa | In trasferta | In trasferta | In trasferta | In trasferta | In trasferta | In trasferta | In campo neutro | In campo neutro | In campo neutro | In campo neutro | In campo neutro | In campo neutro | Totale | Totale | Totale | Totale | Totale | Totale | DR |
| Competizione      | Punti | G       | V       | N       | P       | Gf      | Gs      | G            | V            | N            | P            | Gf           | Gs           | G               | V               | N               | P               | Gf              | Gs              | G      | V      | N      | P      | Gf     | Gs     | DR |
| ----------------- | ----- | ------- | ------- | ------- | ------- | ------- | ------- | ------------ | ------------ | ------------ | ------------ | ------------ | ------------ | --------------- | --------------- | --------------- | --------------- | --------------- | --------------- | ------ | ------ | ------ | ------ | ------ | ------ | -- |
| Bundesliga        | -     |         |         |         |         |         |         |              |              |              |              |              |              | -               | -               | -               | -               | -               | -               |        |        |        |        |        |        |    |
| Coppa di Germania | -     |         |         |         |         |         |         | 1            | 1            | 0            | 0            | 5            | 0            | -               | -               | -               | -               | -               | -               | 1      | 1      | 0      | 0      | 5      | 0      | +5 |
| Champions League  | -     |         |         |         |         |         |         |              |              |              |              |              |              | -               | -               | -               | -               | -               | -               |        |        |        |        |        |        |    |
| Totale            | -     |         |         |         |         |         |         | 1            | 1            | 0            | 0            | 5            | 0            | -               | -               | -               | -               | -               | -               | 1      | 1      | 0      | 0      | 5      | 0      | +5 |

### Andamento in campionato
| Giornata  | 1 | 2 | 3 | 4 | 5 | 6 | 7 | 8 | 9 | 10 | 11 | 12 | 13 | 14 | 15 | 16 | 17 | 18 | 19 | 20 | 21 | 22 | 23 | 24 | 25 | 26 | 27 | 28 | 29 | 30 | 31 | 32 | 33 | 34 |
| --------- | - | - | - | - | - | - | - | - | - | -- | -- | -- | -- | -- | -- | -- | -- | -- | -- | -- | -- | -- | -- | -- | -- | -- | -- | -- | -- | -- | -- | -- | -- | -- |
| Luogo     |   |   |   |   |   |   |   |   |   |    |    |    |    |    |    |    |    |    |    |    |    |    |    |    |    |    |    |    |    |    |    |    |    |    |
| Risultato |   |   |   |   |   |   |   |   |   |    |    |    |    |    |    |    |    |    |    |    |    |    |    |    |    |    |    |    |    |    |    |    |    |    |
| Posizione |   |   |   |   |   |   |   |   |   |    |    |    |    |    |    |    |    |    |    |    |    |    |    |    |    |    |    |    |    |    |    |    |    |    |

Fonte:  Bundesliga - Tabelle, su bundesliga.com.
Legenda:

Luogo: C = Casa; T = Trasferta. Risultato: V = Vittoria; N = Pareggio; P = Sconfitta.

### Statistiche dei giocatori
| Giocatore     | Bundesliga | Bundesliga | Bundesliga  | Bundesliga | Coppa di Germania | Coppa di Germania | Coppa di Germania | Coppa di Germania | Champions League | Champions League | Champions League | Champions League | Totale   | Totale | Totale      | Totale     |
| Giocatore     | Presenze   | Reti       | Ammonizioni | Espulsioni | Presenze          | Reti              | Ammonizioni       | Espulsioni        | Presenze         | Reti             | Ammonizioni      | Espulsioni       | Presenze | Reti   | Ammonizioni | Espulsioni |
| ------------- | ---------- | ---------- | ----------- | ---------- | ----------------- | ----------------- | ----------------- | ----------------- | ---------------- | ---------------- | ---------------- | ---------------- | -------- | ------ | ----------- | ---------- |
| P. Aaronson   | 0          | 0          | 0           | 0          | 1                 | 1                 | 0                 | 0                 | 0                | 0                | 0                | 0                | 1        | 1      | 0           | 0          |
| A. Amenda     | 0          | 0          | 0           | 0          | 0                 | 0                 | 0                 | 0                 | 0                | 0                | 0                | 0                | 0        | 0      | 0           | 0          |
| J-M. Bahoya   | 0          | 0          | 0           | 0          | 1                 | 1                 | 0                 | 0                 | 0                | 0                | 0                | 0                | 1        | 1      | 0           | 0          |
| M. Batshuayi  | 0          | 0          | 0           | 0          | 1                 | 0                 | 1                 | 0                 | 0                | 0                | 0                | 0                | 1        | 0      | 1           | 0          |
| N. Brown      | 0          | 0          | 0           | 0          | 0                 | 0                 | 0                 | 0                 | 0                | 0                | 0                | 0                | 0        | 0      | 0           | 0          |
| J. Burkardt   | 0          | 0          | 0           | 0          | 1                 | 0                 | 0                 | 0                 | 0                | 0                | 0                | 0                | 1        | 0      | 0           | 0          |
| F. Chaïbi     | 0          | 0          | 0           | 0          | 1                 | 0                 | 0                 | 0                 | 0                | 0                | 0                | 0                | 1        | 0      | 0           | 0          |
| T. Chandler   | 0          | 0          | 0           | 0          | 0                 | 0                 | 0                 | 0                 | 0                | 0                | 0                | 0                | 0        | 0      | 0           | 0          |
| N. Collins    | 0          | 0          | 0           | 0          | 1                 | 0                 | 1                 | 0                 | 0                | 0                | 0                | 0                | 1        | 0      | 1           | 0          |
| M. Dahoud     | 0          | 0          | 0           | 0          | 0                 | 0                 | 0                 | 0                 | 0                | 0                | 0                | 0                | 0        | 0      | 0           | 0          |
| R. Dōan       | 0          | 0          | 0           | 0          | 1                 | 2                 | 0                 | 0                 | 0                | 0                | 0                | 0                | 1        | 2      | 0           | 0          |
| É. Ebimbe     | 0          | 0          | 0           | 0          | 0                 | 0                 | 0                 | 0                 | 0                | 0                | 0                | 0                | 0        | 0      | 0           | 0          |
| M. Götze      | 0          | 0          | 0           | 0          | 0                 | 0                 | 0                 | 0                 | 0                | 0                | 0                | 0                | 0        | 0      | 0           | 0          |
| J. Grahl      | 0          | -0         | 0           | 0          | 1                 | -0                | 0                 | 0                 | 0                | -0               | 0                | 0                | 1        | -0     | 0           | 0          |
| O. Højlund    | 0          | 0          | 0           | 0          | 1                 | 0                 | 0                 | 0                 | 0                | 0                | 0                | 0                | 1        | 0      | 0           | 0          |
| Kauã Santos   | 0          | -0         | 0           | 0          | 0                 | -0                | 0                 | 0                 | 0                | -0               | 0                | 0                | 0        | -0     | 0           | 0          |
| R. Kristensen | 0          | 0          | 0           | 0          | 1                 | 0                 | 1                 | 0                 | 0                | 0                | 0                | 0                | 1        | 0      | 1           | 0          |
| A. Knauff     | 0          | 0          | 0           | 0          | 1                 | 0                 | 0                 | 0                 | 0                | 0                | 0                | 0                | 1        | 0      | 0           | 0          |
| R. Koch       | 0          | 0          | 0           | 0          | 1                 | 0                 | 0                 | 0                 | 0                | 0                | 0                | 0                | 1        | 0      | 0           | 0          |
| H. Larsson    | 0          | 0          | 0           | 0          | 1                 | 0                 | 0                 | 0                 | 0                | 0                | 0                | 0                | 1        | 0      | 0           | 0          |
| N. Nkounkou   | 0          | 0          | 0           | 0          | 1                 | 0                 | 0                 | 0                 | 0                | 0                | 0                | 0                | 1        | 0      | 0           | 0          |
| E. Skhiri     | 0          | 0          | 0           | 0          | 0                 | 0                 | 0                 | 0                 | 0                | 0                | 0                | 0                | 0        | 0      | 0           | 0          |
| A. Theate     | 0          | 0          | 0           | 0          | 0                 | 0                 | 0                 | 0                 | 0                | 0                | 0                | 0                | 0        | 0      | 0           | 0          |
| K. Trapp      | 0          | -0         | 0           | 0          | 0                 | -0                | 0                 | 0                 | 0                | -0               | 0                | 0                | 0        | -0     | 0           | 0          |
| C. Uzun       | 0          | 0          | 0           | 0          | 1                 | 0                 | 0                 | 0                 | 0                | 0                | 0                | 0                | 1        | 0      | 0           | 0          |
| E. Wahi       | 0          | 0          | 0           | 0          | 1                 | 1                 | 0                 | 0                 | 0                | 0                | 0                | 0                | 1        | 1      | 0           | 0          |
| M. Zetterer   | 0          | -0         | 0           | 0          | 0                 | -0                | 0                 | 0                 | 0                | -0               | 0                | 0                | 0        | -0     | 0           | 0          |